# Fabia (cràter)
Fabia és un cràter amb coordenades planetocèntriques de 16.58 ° de latitud nord i 57.12 ° de longitud est, sobre la superfície de l'asteroide del cinturó principal (4) Vesta. Fa 11.62 km de diàmetre. El nom adoptat com a oficial per la UAI el 28 de febrer de 2012, i fa referència a una verge vestal romana.